# Туристичка организација општине Трстеник
| Туристичка организација општине Трстеник |                                  |
|                                          |                                  |
|                                          |                                  |
| Оснивач:                                 | Општина Трстеник                 |
| Основана:                                | 2003.                            |
| Седиште:                                 | Цара Душана 27 · Трстеник Србија |
| Директор:                                | Владимир Јевтић                  |
| Веб презентација                         | Званична презентација            |

Туристичка организација општине Трстеник једна је од јавних установа општине Трстеник, основана 2003. године, са циљем промоције и унапређења различитих видова туризма у складу са потенцијалима општине Трстеник.
Задаци Туристичке организације су: промоција општине Трстеник на сајмовима и другим манифестацијама; подстицање сарадње и усклађивање активности свих актера у туристичкој понуди ради унапређења исте; организација манифестација културно-забавног и празничног садржаја.
Туристичка организација општине Трстеник сарађује са бројним туристичким организацијама, установама и удружењима из Србије и Републике Српске.

## Манифестације
Организација је организатор, суорганизатор и промотер бројних манифестација у општини Трстеник, од којих су најпознатије:
- Печењијада у Стопањи,
- Трстеник на Морави,
- Сајам лова, риболова и сеоског туризма,
- Јефимијини дани,
- Мото скуп,
- Дан винара и виноградара,

## Награде и признања
Добитник је прве награде за подршку очувања традиције и народног стваралаштва (2008). Добитник је награда за промотивне активности у 2013. години: златни кофер за једнолисну туристичку публикацију и бронзани кофер за промотивни филм на Међународној изложби туристичке публикације „Кофер слова” и прве награде за промотивни филм-спот на Међународној изложби сувенира и туристичких публикација у Лесковцу. 
Током 2015. и 2016. године је награђивана за туристичку фотографију и комплет лифлета о Трстенику. Такође је добитник прве, односно треће награде за промоцију и промотивни материјал у 2017. години на Међународним сајмовима у Бијељини и Крагујевцу, као и награде сребрни кофер за промотивни филм „Доживи Трстеник”, сајт и апликацију промотивни материјал манифестације „Печењијада у Стопањи” за 2019. годину.